# José Mauro Pereira Bastos
José Mauro Pereira Bastos, CP. (12 de setembro de 1955 — 14 de setembro de 2006) foi um religioso passionista católico brasileiro, primeiro bispo de Janaúba e oitavo bispo de Guaxupé.
Membro da Congregação da Paixão de Jesus Cristo (Passionista), nascido em 1955, em Cachoeiro do Itapemirim - ES. Completou os estudos primários e secundários na Escola Estadual em Vitória - ES. Freqüentou o Curso de Filosofia na Arquidiocese de Vitória e de Teologia em Belo Horizonte. Emitiu os votos perpétuos, como membro da Congregação da Paixão de Jesus Cristo, em janeiro de 1981. Foi ordenado sacerdote aos 7 de julho de 1984. No período de 1984 a 1985, fez mestrado em Teologia Bíblica na Pontifícia Universidade Gregoriana de Roma.

## Ministérios
- 1986 - Diretor da Escola Passionista em Vila Velha – ES
- 1987 - Pároco da Paróquia Santa Maria Goretti, Cariacica - ES
- 1988 - Professor de Teologia no Instituto de Filosofia e Teologia da Arquidiocese de Vitória; consultor da Província Nossa Senhora das Dores em Nápoles (Itália), participou do Capítulo Geral em Roma
- 1989 - Administrador Paroquial da Paróquia Santa Teresinha do Menino Jesus em Vila Velha
- 1989-1993 - Formador de Filosofia em Vila Velha
- 1994 - Participou do Capítulo Geral em Roma
- 1989-1995 Vigário Regional do Vicariato Nossa Senhora da Vitória nos Estados do Espírito Santo e Minas Gerais, responsável pela Família Passionista no Brasil (Conferência Latino-Americana Passionista)
- 1996-1997 - Formador de Teologia em Belo Horizonte
- 1998-2000 Coordenador dos Projetos Sociais dos Passionistas e Pároco de “Nossa Senhora da Penha”, em Barbacena - MG.

## Título de Bispo
Numa liturgia da Exaltação da Santa Cruz, perto da festa da Padroeira da Congregação, Nossa Senhora das Dores, foi sagrado bispo em 17 de setembro de 2000, assumindo, então, como primeiro bispo da Diocese de Janaúba, onde doou sua vida ao povo daquela Igreja Particular, indo ao encontro das lutas e sofrimentos dos mais esquecidos da sociedade.
Em 19 de abril 2006 foi transferido para Guaxupé (MG), onde em tão pouco tempo, estava realizando um grande trabalho.
Faleceu em um trágico acidente de carro na noite de 14 de setembro de 2006, na rodovia Fernão Dias (BR-381), em Carmópolis de Minas.